# Relazioni bilaterali tra Gambia e Corea del Nord
Le relazioni Gambia-Corea del Nord si riferiscono al rapporto attuale e storico tra il Gambia e la Repubblica Democratica Popolare di Corea (RDPC), nota come Corea del Nord nel mondo occidentale. Hon Son Phi è l'ambasciatore accreditato a Banjul.